# Escape Tour
L'Escape Tour è stato un tour del gruppo musicale statunitense Journey, in supporto alla pubblicazione dell'album Escape nel 1981. Fu il più lungo tour intrapreso dalla band, toccando diversi territori asiatici e nordamericani. I concerti furono aperti da Billy Squier, The Greg Kihn Band, Loverboy. Il tour si concluse con un concerto allo stadio Rose Bowl con Blue Öyster Cult, Triumph e Aldo Nova.
La data del 6 novembre 1981 al The Summit di Houston è stata pubblicata in DVD col titolo Live in Houston 1981: The Escape Tour.

## Date
| Data              | Città                          | Paese                 | Luogo                              |
| Asia              | Asia                           | Asia                  | Asia                               |
| ----------------- | ------------------------------ | --------------------- | ---------------------------------- |
| 27 luglio 1981    | Osaka                          | Giappone              | Festival Hall                      |
| 28 luglio 1981    | Nagoya                         | Giappone              | Kokai-do                           |
| 29 luglio 1981    | Tokyo                          | Giappone              | Koseinenkin Hall                   |
| 31 luglio 1981    | Tokyo                          | Giappone              | Koseinenkin Hall                   |
| 1º agosto 1981    | Tokyo                          | Giappone              | Nakano Sun Plaza                   |
| 2 agosto 1981     | Tokyo                          | Giappone              | Nakano Sun Plaza                   |
| Nord America      |                                |                       |                                    |
| 15 agosto 1981    | Toronto, Ontario               | Canada                | Massey Hall                        |
| 16 agosto 1981    | Ottawa, Ontario                | Canada                | Ottawa Civic Centre                |
| 17 agosto 1981    | Montreal, Quebec               | Canada                | The Forum                          |
| 19 agosto 1981    | Quebec City, Quebec            | Canada                | Le Colisee                         |
| 22 agosto 1981    | Montreal, Quebec               | Canada                | The Forum                          |
| 25 agosto 1981    | Portland, Maine                | Stati Uniti d'America | Cumberland County Civic Center     |
| 27 agosto 1981    | Saratoga Springs, New York     | Stati Uniti d'America | Saratoga Performing Arts Center    |
| 28 agosto 1981    | Columbia, Maryland             | Stati Uniti d'America | Merriweather Post Pavilion         |
| 29 agosto 1981    | Yarmouth, Massachusetts        | Stati Uniti d'America | Cape Cod Coliseum                  |
| 31 agosto 1981    | Cuyahoga Falls, Ohio           | Stati Uniti d'America | Blossom Music Center               |
| 1º settembre 1981 | Cuyahoga Falls, Ohio           | Stati Uniti d'America | Blossom Music Center               |
| 3 settembre 1981  | Hoffman Estates, Illinois      | Stati Uniti d'America | Poplar Creek Music Theater         |
| 4 settembre 1981  | Hoffman Estates, Illinois      | Stati Uniti d'America | Poplar Creek Music Theater         |
| 5 settembre 1981  | East Troy, Wisconsin           | Stati Uniti d'America | Alpine Valley Music Theatre        |
| 6 settembre 1981  | East Troy, Wisconsin           | Stati Uniti d'America | Alpine Valley Music Theatre        |
| 8 settembre 1981  | Clarkston, Michigan            | Stati Uniti d'America | Pine Knob Music Theater            |
| 9 settembre 1981  | Clarkston, Michigan            | Stati Uniti d'America | Pine Knob Music Theater            |
| 11 settembre 1981 | Clarkston, Michigan            | Stati Uniti d'America | Pine Knob Music Theater            |
| 12 settembre 1981 | Clarkston, Michigan            | Stati Uniti d'America | Pine Knob Music Theater            |
| 13 settembre 1981 | Clarkston, Michigan            | Stati Uniti d'America | Pine Knob Music Theater            |
| 14 settembre 1981 | Clarkston, Michigan            | Stati Uniti d'America | Pine Knob Music Theater            |
| 15 settembre 1981 | Saint Paul, Minnesota          | Stati Uniti d'America | Saint Paul Civic Center            |
| 16 settembre 1981 | Ames, Iowa                     | Stati Uniti d'America | Hilton Coliseum                    |
| 18 settembre 1981 | Kansas City, Missouri          | Stati Uniti d'America | Kemper Arena                       |
| 19 settembre 1981 | Kansas City, Missouri          | Stati Uniti d'America | Kemper Arena                       |
| 20 settembre 1981 | Wichita, Kansas                | Stati Uniti d'America | Levitt Arena                       |
| 21 settembre 1981 | Omaha, Nebraska                | Stati Uniti d'America | Omaha Civic Auditorium             |
| 23 settembre 1981 | Saint Louis, Missouri          | Stati Uniti d'America | Checkerdome                        |
| 26 settembre 1981 | Terre Haute, Indiana           | Stati Uniti d'America | Hulman Center                      |
| 29 settembre 1981 | Rosemont, Illinois             | Stati Uniti d'America | Rosemont Horizon                   |
| 30 settembre 1981 | Bloomington, Indiana           | Stati Uniti d'America | Assembly Hall                      |
| 1º ottobre 1981   | Cincinnati, Ohio               | Stati Uniti d'America | Riverfront Coliseum                |
| 2 ottobre 1981    | Pittsburgh, Pennsylvania       | Stati Uniti d'America | Civic Arena                        |
| 3 ottobre 1981    | Lexington, Kentucky            | Stati Uniti d'America | Rupp Arena                         |
| 6 ottobre 1981    | Boston, Massachusetts          | Stati Uniti d'America | Boston Garden                      |
| 8 ottobre 1981    | Hartford, Connecticut          | Stati Uniti d'America | Hartford Civic Center              |
| 9 ottobre 1981    | Syracuse, New York             | Stati Uniti d'America | Carrier Dome                       |
| 10 ottobre 1981   | Uniondale, New York            | Stati Uniti d'America | Nassau Veterans Memorial Coliseum  |
| 11 ottobre 1981   | Providence, Rhode Island       | Stati Uniti d'America | Providence Civic Center            |
| 12 ottobre 1981   | Filadelfia, Pennsylvania       | Stati Uniti d'America | The Spectrum                       |
| 13 ottobre 1981   | Hampton, Virginia              | Stati Uniti d'America | Hampton Coliseum                   |
| 15 ottobre 1981   | Jacksonville, Florida          | Stati Uniti d'America | Veterans Memorial Coliseum         |
| 16 ottobre 1981   | Birmingham, Alabama            | Stati Uniti d'America | Birmingham-Jefferson Civic Center  |
| 17 ottobre 1981   | Atlanta, Georgia               | Stati Uniti d'America | The Omni                           |
| 18 ottobre 1981   | Columbia, Carolina del Sud     | Stati Uniti d'America | Carolina Coliseum                  |
| 20 ottobre 1981   | Charlotte, Carolina del Nord   | Stati Uniti d'America | Charlotte Coliseum                 |
| 22 ottobre 1981   | Lakeland, Florida              | Stati Uniti d'America | Lakeland Center                    |
| 23 ottobre 1981   | Lakeland, Florida              | Stati Uniti d'America | Lakeland Center                    |
| 24 ottobre 1981   | Pembroke Pines, Florida        | Stati Uniti d'America | Hollywood Sportatorium             |
| 27 ottobre 1981   | Knoxville, Tennessee           | Stati Uniti d'America | Thompson-Boling Arena              |
| 28 ottobre 1981   | Nashville, Tennessee           | Stati Uniti d'America | Municipal Auditorium               |
| 30 ottobre 1981   | Memphis, Tennessee             | Stati Uniti d'America | Mid-South Coliseum                 |
| 31 ottobre 1981   | Mobile, Alabama                | Stati Uniti d'America | Municipal Auditorium               |
| 1º novembre 1981  | Baton Rouge, Louisiana         | Stati Uniti d'America | LSU Assembly Center                |
| 3 novembre 1981   | Oklahoma City, Oklahoma        | Stati Uniti d'America | Myriad Convention Center           |
| 5 novembre 1981   | Houston, Texas                 | Stati Uniti d'America | The Summit                         |
| 6 novembre 1981   | Houston, Texas                 | Stati Uniti d'America | The Summit                         |
| 7 novembre 1981   | Dallas, Texas                  | Stati Uniti d'America | Reunion Arena                      |
| 8 novembre 1981   | Dallas, Texas                  | Stati Uniti d'America | Reunion Arena                      |
| 10 novembre 1981  | Albuquerque, New Mexico        | Stati Uniti d'America | Tingley Coliseum                   |
| 11 novembre 1981  | Amarillo, Texas                | Stati Uniti d'America | Amarillo Civic Center              |
| 13 novembre 1981  | Las Cruces, New Mexico         | Stati Uniti d'America | Pan American Center                |
| 14 novembre 1981  | Tucson, Arizona                | Stati Uniti d'America | Tucson Convention Center           |
| 15 novembre 1981  | Phoenix, Arizona               | Stati Uniti d'America | Arizona Veterans Memorial Coliseum |
| 21 novembre 1981  | San Diego, California          | Stati Uniti d'America | San Diego Sports Arena             |
| 22 novembre 1981  | Inglewood, California          | Stati Uniti d'America | The Forum                          |
| 23 novembre 1981  | Inglewood, California          | Stati Uniti d'America | The Forum                          |
| 24 novembre 1981  | Inglewood, California          | Stati Uniti d'America | The Forum                          |
| 25 novembre 1981  | Inglewood, California          | Stati Uniti d'America | The Forum                          |
| 29 novembre 1981  | Fresno, California             | Stati Uniti d'America | Ratcliffe Stadium                  |
| 30 novembre 1981  | Daly City, California          | Stati Uniti d'America | Cow Palace                         |
| 1º dicembre 1981  | Daly City, California          | Stati Uniti d'America | Cow Palace                         |
| 2 dicembre 1981   | Daly City, California          | Stati Uniti d'America | Cow Palace                         |
| 3 dicembre 1981   | Pocatello, Idaho               | Stati Uniti d'America | MiniDome                           |
| 4 dicembre 1981   | Seattle, Washington            | Stati Uniti d'America | Seattle Center Coliseum            |
| 5 dicembre 1981   | Seattle, Washington            | Stati Uniti d'America | Seattle Center Coliseum            |
| 6 dicembre 1981   | Seattle, Washington            | Stati Uniti d'America | Seattle Center Coliseum            |
| 7 dicembre 1981   | Portland, Oregon               | Stati Uniti d'America | Memorial Coliseum                  |
| 8 dicembre 1981   | Portland, Oregon               | Stati Uniti d'America | Memorial Coliseum                  |
| 10 dicembre 1981  | Oakland, California            | Stati Uniti d'America | Oakland-Alameda County Coliseum    |
| 11 dicembre 1981  | Daly City, California          | Stati Uniti d'America | Cow Palace                         |
| 12 dicembre 1981  | Daly City, California          | Stati Uniti d'America | Cow Palace                         |
| 21 dicembre 1981  | Honolulu, Hawaii               | Stati Uniti d'America | Neal S. Blaisdell Arena            |
| 22 dicembre 1981  | Honolulu, Hawaii               | Stati Uniti d'America | Neal S. Blaisdell Arena            |
| Asia              |                                |                       |                                    |
| 9 aprile 1982     | Fukuoka                        | Giappone              | Sun Palace Hall                    |
| 11 aprile 1982    | Kyoto                          | Giappone              | Kyoto Kaikan                       |
| 12 aprile 1982    | Osaka                          | Giappone              | Festival Hall                      |
| 13 aprile 1982    | Osaka                          | Giappone              | Prefectural Gymnasium              |
| 14 aprile 1982    | Nagoya                         | Giappone              | Aichi Prefectural Gymnasium        |
| 16 aprile 1982    | Tokyo                          | Giappone              | Budokan                            |
| 17 aprile 1982    | Yokohama                       | Giappone              | Yokohama Cultural Gymnasium        |
| Nord America      |                                |                       |                                    |
| 23 aprile 1982    | Vancouver, Columbia Britannica | Canada                | Pacific Coliseum                   |
| 25 aprile 1982    | Edmonton, Alberta              | Canada                | Northlands Coliseum                |
| 26 aprile 1982    | Calgary, Alberta               | Canada                | Stampede Corral                    |
| 28 aprile 1982    | Winnipeg, Manitoba             | Canada                | Winnipeg Arena                     |
| 30 aprile 1982    | Toronto, Ontario               | Canada                | Maple Leaf Gardens                 |
| 1º maggio 1982    | Buffalo, New York              | Stati Uniti d'America | Memorial Auditorium                |
| 3 maggio 1982     | Boston, Massachusetts          | Stati Uniti d'America | Boston Garden                      |
| 4 maggio 1982     | Boston, Massachusetts          | Stati Uniti d'America | Boston Garden                      |
| 6 maggio 1982     | East Rutherford, New Jersey    | Stati Uniti d'America | Meadowlands Arena                  |
| 7 maggio 1982     | East Rutherford, New Jersey    | Stati Uniti d'America | Meadowlands Arena                  |
| 8 maggio 1982     | Landover, Maryland             | Stati Uniti d'America | Capital Centre                     |
| 10 maggio 1982    | Filadelfia, Pennsylvania       | Stati Uniti d'America | The Spectrum                       |
| 11 maggio 1982    | Filadelfia, Pennsylvania       | Stati Uniti d'America | The Spectrum                       |
| 13 maggio 1982    | Richfield, Ohio                | Stati Uniti d'America | Richfield Coliseum                 |
| 14 maggio 1982    | Richfield, Ohio                | Stati Uniti d'America | Richfield Coliseum                 |
| 15 maggio 1982    | Detroit, Michigan              | Stati Uniti d'America | Joe Louis Arena                    |
| 16 maggio 1982    | Detroit, Michigan              | Stati Uniti d'America | Joe Louis Arena                    |
| 18 maggio 1982    | Louisville, Kentucky           | Stati Uniti d'America | Freedom Hall                       |
| 19 maggio 1982    | Indianapolis, Indiana          | Stati Uniti d'America | Market Square Arena                |
| 21 maggio 1982    | Rosemont, Illinois             | Stati Uniti d'America | Rosemont Horizon                   |
| 22 maggio 1982    | Rosemont, Illinois             | Stati Uniti d'America | Rosemont Horizon                   |
| 23 maggio 1982    | Rosemont, Illinois             | Stati Uniti d'America | Rosemont Horizon                   |
| 24 maggio 1982    | Rosemont, Illinois             | Stati Uniti d'America | Rosemont Horizon                   |
| 27 maggio 1982    | Denver, Colorado               | Stati Uniti d'America | McNichols Sports Arena             |
| 28 maggio 1982    | Denver, Colorado               | Stati Uniti d'America | McNichols Sports Arena             |
| 29 maggio 1982    | Salt Lake City, Utah           | Stati Uniti d'America | Salt Palace                        |
| 30 maggio 1982    | Salt Lake City, Utah           | Stati Uniti d'America | Salt Palace                        |
| 2 giugno 1982     | Portland, Oregon               | Stati Uniti d'America | Memorial Coliseum                  |
| 3 giugno 1982     | Portland, Oregon               | Stati Uniti d'America | Memorial Coliseum                  |
| 4 giugno 1982     | Portland, Oregon               | Stati Uniti d'America | Memorial Coliseum                  |
| 12 giugno 1982    | Dallas, Texas                  | Stati Uniti d'America | Cotton Bowl                        |
| 13 giugno 1982    | Houston, Texas                 | Stati Uniti d'America | Reliant Astrodome                  |
| 26 giugno 1982    | Oakland, California            | Stati Uniti d'America | Oakland-Alameda County Coliseum    |
| 2 luglio 1982     | Pasadena, California           | Stati Uniti d'America | Rose Bowl                          |